# Helena Garcia Melero
Helena Garcia Melero (Barcelona, 19 de setembre de 1968) és una periodista catalana que ha destacat com a presentadora en diversos programes de Televisió de Catalunya.

## Biografia
Llicenciada en Filosofia (UB, 1990) i en Ciències de la Informació (UAB, 1994), Garcia Melero va començar a treballar a Televisió de Catalunya amb 24 anys mentre estudiava a la Facultat de Comunicació. Va treballar al Telenotícies, de TV3, entre 1992 i 2004, any en què va passar a copresentar el nou magazín matinal Els matins amb Josep Cuní fins al 2007. Paral·lelament, va presentar el programa radiofònic d'entrevistes Taula reservada, primer a Ràdio Estel (1996–1999) i posteriorment a Ràdio Barcelona de la Cadena SER (1999 – 2004). Des de l'any 1996 imparteix classes de Periodisme a la Universitat Ramon Llull i des de 2000, a la Universitat Internacional de Catalunya.
El desembre de 2005 va presentar la Marató de TV3 contra les malalties mentals. L'octubre de 2007 va deixar Televisió de Catalunya per convertir-se en directora de comunicació d'El Periódico de Catalunya. Va exercir el càrrec durant un any, fins a novembre de 2008, quan va tornar a TV3 per presentar i codirigir Hora Q, un espai que barrejava actualitat i entreteniment emès a mitjanit en substitució de La nit al dia, que es va mantenir cinc mesos en antena, fins a l'abril de 2009. Coincidint amb la baixa per maternitat de Garcia Melero, el programa es va retirar de la graella, després d'haver recollit discretes quotes d'audiència.
El gener de 2010 va iniciar una segona etapa amb Josep Cuní a Els matins, espai líder d'audiència els matins de Catalunya. Després de la marxa de Cuní a 8tv, des de setembre de 2011 i fins al gener de 2014 va presentar el programa amb Ariadna Oltra, i a partir d'aleshores amb Lídia Heredia on presentava els temes socials d'actualitat, seccions setmanals, actuacions i cultura, amb format de magazín.
A partir de la temporada 2015/2016, Melero va passar a conduir el programa Divendres de la mateixa cadena, juntament amb Espartac Peran i fins al seu tancament a l'estiu de 2017. Després de 2018 és la presentadora principal de Tot es mou, un programa d'actualitat del mateix estil. El 2020-2021 va presentar les campanades de TV3 amb Lídia Heredia i Cristina Puig, emeses des del parc del Tibidabo de Barcelona. I anteriorment també va presentar les campanades del 2018-2019 juntament amb Marc Ribas.
La temporada 2022/2023 de TV3 va començar amb canvis importants per Helena Garcia Melero. El Tot es Mou va deixar d'emetre's les tardes i va canviar d'horari i es va començar a emetre cada matí, abans del Telenotícies Migdia.
El desembre de 2022 va presentar una nova edició de la Marató de TV3, en aquest cas per la salut cardiovascular, juntament amb Ariadna Oltra i Agnès Marquès.
Va estar casada amb Joan Vehils.
El 2025 fou inclosa a la llista Forbes de les 100 dones més influents de Catalunya.

## Obra publicada
- Cuinar sense recepta (Columna Edicions, 2005)